# Roxy (biograf, Göteborg)
Roxy var en biograf på Kyrkbytorget i Göteborg, som öppnade 15 november 1956 och stängde 28 mars 1965. 

### Webbkällor
- Bjelkendal, Göran (2012). ”Roxy”. Göteborgs biografer : 100 år på bio. https://kinnegbg.wordpress.com/2012/12/17/roxy/. Läst 29 april 2022.